# Anisodes bipartita
Anisodes bipartita är en fjärilsart som beskrevs av W. Warren 1900. Anisodes bipartita ingår i släktet Anisodes och familjen mätare. Inga underarter finns listade i Catalogue of Life.